# Daniel Berckringer

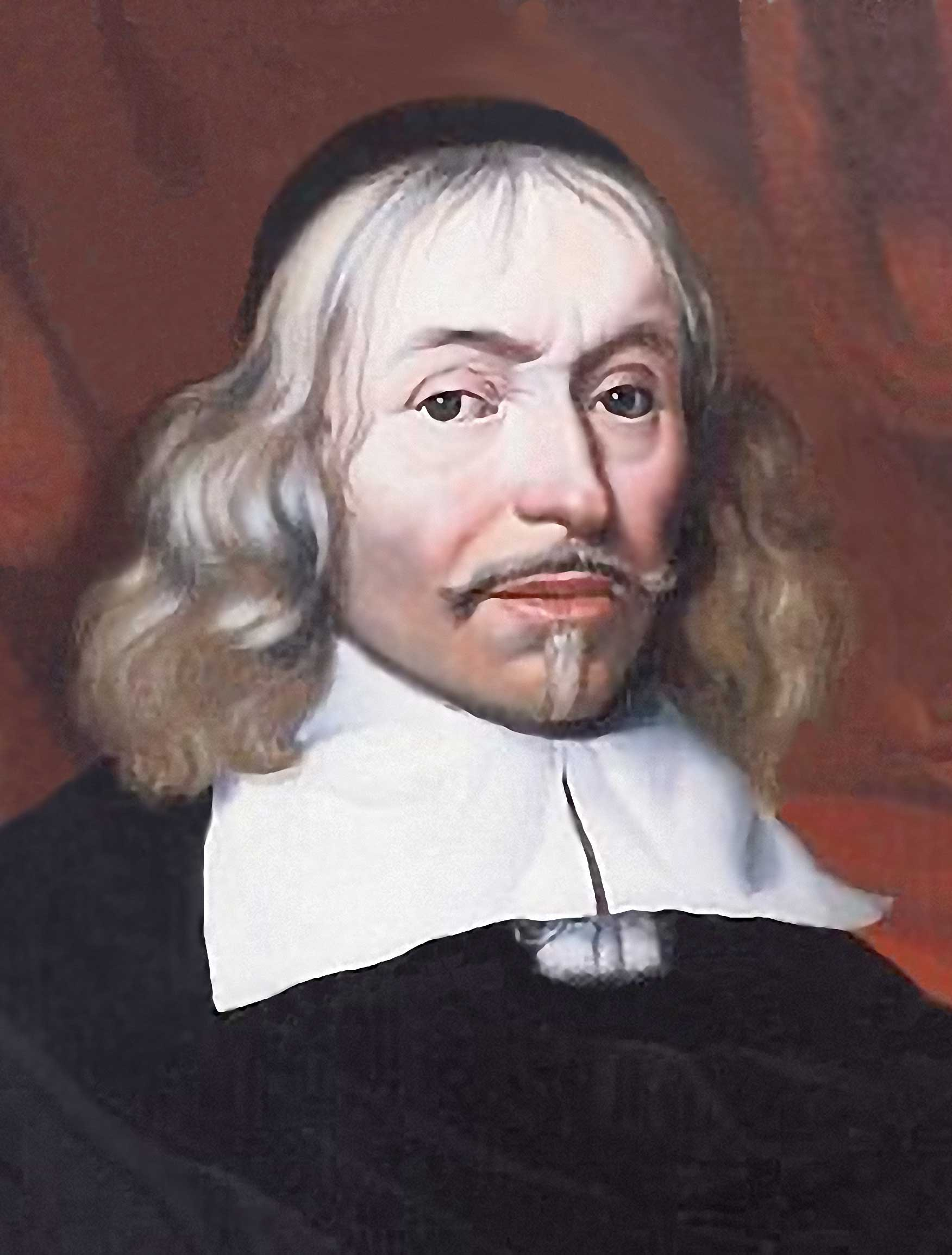
Daniel Berckringer

Daniel Berckringer (* 2. Februar 1598 in Amberg; † 24. Juli 1667 in Utrecht) war ein deutscher Philosoph und Rhetoriker der in den Niederlanden wirkte.

## Leben
Berckringer immatrikulierte sich am 13. Oktober 1624 am Gymnasium Illustre in Zerbst. Hier regte ihn das Zerbster Bier dazu an,  1624 ein Lobgedicht und wahrhaftes Bitterbier – Epos Encomiosticon cerevisiae Servestanae (Lobgesang des Zerbster Bieres) zu verfassen. Seine Ausbildung setzte er 1627 an der Universität Groningen fort, wo er sich am 13. Juni immatrikulierte. Hier absolvierte er ein Literaturstudium und erwarb den akademischen Grad eines Magisters der Philosophie.
1633 lässt er sich auch an der Universität Leiden nachweisen. Dann wurde er Lehrer der Kinder des Königs Friedrich von Böhmen in Den Haag. Nachdem er sich 1638 bereits während der Gründung der Universität Utrecht in die Matrikel eingeschrieben hatte, erhielt er 1640 ein Empfehlungsschreiben der Königin Elisabeth von Böhmen und wurde daraufhin Professor der praktischen Philosophie an der Universität Utrecht. 1648 wechselte er auf die Professur der Rhetorik und in dem Jahr 1648 beteiligte er sich als Rektor ein Jahr lang an den organisatorischen Aufgaben der Akademie. Zudem trat er als Dichter in Erscheinung. Jedoch wurde sein Stil beanstandet, weil er zu viele neue Worte nutzte. Dennoch besaß er bei den Studenten ein hohes Ansehen, die in großer Frequenz seine Vorlesungen besuchten.
Er war mit Maria van Drongen († 29. Dezember 1648) verheiratet. Um 1650 heiratete er Magdalena Reus van Gelder.

## Werke
- Institutiones Oeconomicae didactico-problematicae. Utrecht 1642 (books.google.de), 1646 (books.google.de).
- Oratio in obitum Jacobi Ravensbergii. 1650.
- Oratio in obitum Aemilii. 1660.
- Exercitationes Ethicae, Oeconomicae, Politicae. Utrecht 1662.
- Dissertatio de Cometis, utrum sint signa, an causae, an utrumque, an neutrum. Utrecht 1665 (books.google.de).
- Dissertatio de Quaternario Pythagorico. 1667.

## Weblink
- Catalogus Professorum Academiae Rheno-Traiectinae